# Masayuki Yoshizaki
Masayuki Yoshizaki (ur. 2 września 1973 w Saitamie) – japoński wioślarz.

## Osiągnięcia
- Mistrzostwa Świata – Aiguebelette-le-Lac 1997 – czwórka bez sternika wagi lekkiej – 10. miejsce[1].
- Mistrzostwa Świata – Sewilla 2002 – czwórka podwójna wagi lekkiej – 7. miejsce[1].
- Mistrzostwa Świata – Mediolan 2003 – czwórka podwójna wagi lekkiej – 9. miejsce[1].
- Mistrzostwa Świata – Gifu 2005 – ósemka wagi lekkiej – 2. miejsce[1].
- Mistrzostwa Świata – Poznań 2009 – ósemka wagi lekkiej – 4. miejsce[1].